# Canan Perver
Canan Perver Gürsu (* 3. Februar 1962 in Istanbul) ist eine türkische Schauspielerin.

## Leben und Karriere
Perver wurde im Februar 1962 in Istanbul geboren. Bereits mit drei Jahren trat sie in Kindertheaterstücken auf. Bekanntheit erlangte sie 1974 durch ihre Rolle als Gül im Film Şeytan. Während ihrer Karriere spielte Perver in mehr als 30 Filmen. 
Neben ihrer Filmkarriere trat sie auch in Serien wie Yaz Gülü und Artiz Kahvesi auf. Perver ist mit dem Regisseur Temel Gürsu verheiratet und hat zwei Kinder.

## Filmografie (Auswahl)
- 1972: Görevimiz Tehlike
- 1974: Şeytan
- 1976: Kurban Olayım
- 1980: Boynu Bükük
- 1992: Gündüzün Karanlığı
- 2002: Yaz Gülü
- 2006: Fantastiğin Sineması
- 2013: Artiz Kahvesi